# 陶甘沐
陶甘沐（越南语：／；？—1015年）越南前黎朝和李朝的官員。
陶甘沐是愛州（今清化省）人，在前黎朝當任祗候的官職。1005年，開明王黎龍鋌弑中宗自立，是為臥朝皇帝。陶甘沐與萬行禪師合謀，計劃推翻臥朝帝，擁立殿前軍指揮使李公蘊篡位。
1009年，臥朝帝逝世，皇太子黎乍年方十歲，諸弟爭奪皇位。李公蘊與右殿前指揮使阮低率兵，以保衛皇宮為由佔據了皇宮。陶甘沐提議李公蘊登基，於是李公蘊即位，改元順天，建立李朝。陶甘沐被封為義信侯，迎娶李公蘊的長女安國公主，成為李朝的駙馬。
1015年，陶甘沐病卒，李公蘊追贈他太師亞王的官職。後附祀於李八帝廟。